# Stig von Bayer
Stig Erik Otto von Bayer, född 6 juli 1937 i Engelbrekts församling i Stockholm, död 23 april 2024 i Östra Frölunda distrikt, var en svensk militär (major), Kongoveteran, fredsmäklare och författare.

## Biografi
Stig von Bayer kom till Kongo redan 1949 som 12-åring med sina föräldrar, som var biståndsarbetare och hjälpte till att bygga broar och vägar. Där lärde han sig både swahili och franska, språk som han skulle få mycket användning av senare i sitt liv. Tillbaka i Sverige gjorde han sin värnplikt på I 10 i Strängnäs. År 1960 som kadettsergeant på I 10 anmälde sig von Bayer frivilligt till FN-tjänst. Han blev förbindelseofficer och tolk vid den irländska bataljonen inom den svenska FN-truppen som man hade bestämt skulle skickas ner till det oroliga Kongo. von Bayer reste dit två dagar efter beslutet i juli 1960. Stig von Bayer blev senare underrättelsechef och kom att vara en av de svenska soldater som skulle befinna sig längst tid i Kongo. Han lämnade Kongo 1964. Under tiden i Kongo lärde han känna bland annat landets fruktade diktator Mobutu som erbjöd honom en tjänst som överstelöjtnant i Kongos stab vilket dock avvisades.
Under Kongokrisen i början av 1964 uppstod stridigheter, som till exempel vid evakueringen av missionsstationen i Kisandji. Thorwald Glantz med sitt DH-3 Otter-plan störde med handgranater och djupdykning rebellernas anfall mot Stig von Bayers helikopter, som höll på att rädda en grupp missionärer. von Bayers marschkänga träffades av en pil liksom hans k-pist. Den nigerianske soldaten bredvid honom fick en pil genom armen. För detta och liknande operationer till räddandet av över hundra missionärer tilldelades Glantz och von Bayer Vasamedaljen i guld av 8:e storleken. Stig von Bayer och Thorwald Glantz mottog Vasamedaljen den 23 april 1964 med orden: 
| ” | "För under stridsförhållanden i Kongo januari-februari 1964 ådagalagda synnerliga mod och behjärtansvärda handlingssätt till räddande av människoliv." | „ |

Efter Kongo återvände von Bayer till Sverige och som kapten vid I 10 men redan samma år åkte han med UNFICYP till Cypern där han stannade i fyra år. Under senare tiden av sitt liv genomförde von Bayer otaliga uppdrag för Röda Korset, FN och EU i bland annat Vietnam, Etiopien, Sudan, Kroatien och Peru.
Som pensionär bodde von Bayer i Östra Frölunda och satt i styrelsen för FN-Veteranerna Kongo. På Veterandagen den 29 maj 2012 mottog von Bayer Försvarsmaktens medalj för sårade i strid för de skador han ådrog sig i Kongo den 10 december 1961  när han fick handen söndertrasad av splitter när överste Jonas Wærns KP-bil utsattes för ett eldöverfall och träffades av en bazookaraket. Trots skadan lyckades von Bayer bekämpa fiendens ställning så att nästa raket missade målet.